# Тенге алу
Тенге алу — один із національних казахських видів кінного спорту. Метою гри є за короткий час зібрати п'ять мішечків із грошима на відстані 150 метрів.
Учасники гри поділяються на дві рівні за кількістю групи. Кожен по черзі катається на коні.
Для початку проводиться лінія старту, звідки розпочинається забіг. Далі на відстань 75 метрів від стартової лінії розташовується перший мішечок з грошима, а решта на відстань 10-15 метрів від попереднього. Із двох груп виходить по одному учаснику, і за сигналом ведучого коня починають бігти. Лівою рукою спортсмен повинен торкнутися, підняти та викинути мішечок. За кожен мішок команді гравця присуджується по одному очку. Виграє команда, що набрала найбільшу кількість очок. Ця гра розвиває швидкість, влучність та любов до спорту в цілому.

## Джерело
- Сағындықов Е. С. / Қазақтың ұлттық ойындары. — Алматы: издательство «Рауан». ISBN 5-625-01063-3.